# Saint-Eugène, Charente-Maritime
Saint-Eugène är en kommun i departementet Charente-Maritime i regionen Nouvelle-Aquitaine i västra Frankrike. Kommunen ligger  i kantonen Archiac som ligger i arrondissementet Jonzac. År 2022 hade Saint-Eugène 285 invånare.

## Befolkningsutveckling
Antalet invånare i kommunen Saint-Eugène
Referens:INSEE